# Uromyces trifolii
Uromyces trifolii är en svampart som först beskrevs av Romanus Adolf Hedwig, och fick sitt nu gällande namn av Joseph-Henri Léveillé 1847. Uromyces trifolii ingår i släktet Uromyces, och familjen Pucciniaceae. Inga underarter finns listade i Catalogue of Life.